# Grand Prix Wielkiej Brytanii 2020
Grand Prix Wielkiej Brytanii 2020, oficjalnie Formula 1 Pirelli British Grand Prix 2020 – czwarta runda Mistrzostw Świata Formuły 1 w sezonie 2020. Grand Prix odbyło się w dniach 31 lipca–2 sierpnia 2020 na torze Silverstone Circuit w Silverstone. Wyścig po starcie z pole position wygrał Lewis Hamilton (Mercedes), a na podium stanęli kolejno Max Verstappen (Red Bull) i Charles Leclerc (Ferrari).

## Tło
Pierwotny kalendarz Formuły 1 na sezon 2020 zakładał organizację 22 eliminacji, w tym wyścigu o Grand Prix Wielkiej Brytanii 19 lipca. Jednakże w związku z pandemią COVID-19 przeprojektowano kalendarz. Zmiany obejmowały między innymi przesunięcie Grand Prix Wielkiej Brytanii na sierpień. Grand Prix mogło dojść do skutku dzięki rządowi Wielkiej Brytanii, który zniósł czternastodniową kwarantannę dla środowiska Formuły 1, obligatoryjną dla osób przybyłych do kraju z innych państw. Grand Prix odbyło bez udziału publiczności.
W Grand Prix nie uczestniczył Sergio Pérez z Racing Point, u którego wykryto zakażenie koronawirusem. Meksykanina zastąpił Nico Hülkenberg.

## Lista startowa
Na czerwonym tle kierowcy wycofani z weekendu wyścigowego.
| Nr          | Kierowca           | Zespół                        | Samochód                           | Silnik                      | Opony |
| ----------- | ------------------ | ----------------------------- | ---------------------------------- | --------------------------- | ----- |
| 3           | Daniel Ricciardo   | Renault DP World F1 Team      | Renault R.S.20                     | Renault E-Tech 20 1,6 V6T   | P     |
| 4           | Lando Norris       | McLaren F1 Team               | McLaren MCL35                      | Renault E-Tech 20 1,6 V6T   | P     |
| 5           | Sebastian Vettel   | Scuderia Ferrari              | Ferrari SF1000                     | Ferrari 065 1,6 V6T         | P     |
| 6           | Nicholas Latifi    | Williams Racing               | Williams FW43                      | Mercedes-AMG F1 M11 1,6 V6T | P     |
| 7           | Kimi Räikkönen     | Alfa Romeo Racing ORLEN       | Alfa Romeo C39                     | Ferrari 065 1,6 V6T         | P     |
| 8           | Romain Grosjean    | Haas F1 Team                  | Haas VF-20                         | Ferrari 065 1,6 V6T         | P     |
| 10          | Pierre Gasly       | Scuderia AlphaTauri Honda     | AlphaTauri AT01                    | Honda RA620H 1,6 V6T        | P     |
| 11          | Sergio Pérez       | BWT Racing Point F1 Team      | Racing Point RP20                  | BWT Mercedes 1,6 V6T        | P     |
| 16          | Charles Leclerc    | Scuderia Ferrari              | Ferrari SF1000                     | Ferrari 065 1,6 V6T         | P     |
| 18          | Lance Stroll       | BWT Racing Point F1 Team      | Racing Point RP20                  | BWT Mercedes 1,6 V6T        | P     |
| 20          | Kevin Magnussen    | Haas F1 Team                  | Haas VF-20                         | Ferrari 065 1,6 V6T         | P     |
| 23          | Alexander Albon    | Aston Martin Red Bull Racing  | Red Bull RB16                      | Honda RA620H 1,6 V6T        | P     |
| 26          | Daniił Kwiat       | Scuderia AlphaTauri Honda     | AlphaTauri AT01                    | Honda RA620H 1,6 V6T        | P     |
| 27          | Nico Hülkenberg    | BWT Racing Point F1 Team      | Racing Point RP20                  | BWT Mercedes 1,6 V6T        | P     |
| 31          | Esteban Ocon       | Renault DP World F1 Team      | Renault R.S.20                     | Renault E-Tech 20 1,6 V6T   | P     |
| 33          | Max Verstappen     | Aston Martin Red Bull Racing  | Red Bull RB16                      | Honda RA620H 1,6 V6T        | P     |
| 44          | Lewis Hamilton     | Mercedes-AMG Petronas F1 Team | Mercedes-AMG F1 W11 EQ Performance | Mercedes-AMG F1 M11 1,6 V6T | P     |
| 55          | Carlos Sainz Jr.   | McLaren F1 Team               | McLaren MCL35                      | Renault E-Tech 20 1,6 V6T   | P     |
| 63          | George Russell     | Williams Racing               | Williams FW43                      | Mercedes-AMG F1 M11 1,6 V6T | P     |
| 77          | Valtteri Bottas    | Mercedes-AMG Petronas F1 Team | Mercedes-AMG F1 W11 EQ Performance | Mercedes-AMG F1 M11 1,6 V6T | P     |
| 99          | Antonio Giovinazzi | Alfa Romeo Racing ORLEN       | Alfa Romeo C39                     | Ferrari 065 1,6 V6T         | P     |
| Źródło: FIA |                    |                               |                                    |                             |       |

## Wyniki

### Zwycięzcy sesji treningowych
| Sesja       | Nr | Kierowca        | Konstruktor  | Czas     | Okr. |
| ----------- | -- | --------------- | ------------ | -------- | ---- |
| 1           | 33 | Max Verstappen  | Red Bull     | 1:27,442 | 27   |
| 2           | 18 | Lance Stroll    | Racing Point | 1:27,274 | 29   |
| 3           | 77 | Valtteri Bottas | Mercedes     | 1:25,873 | 19   |
| Źródło: FIA |    |                 |              |          |      |

### Kwalifikacje
| P                    | Nr | Kierowca           | Konstruktor               | Czasy w kwalifikacjach | Czasy w kwalifikacjach | Czasy w kwalifikacjach | Poz. s. |
| P                    | Nr | Kierowca           | Konstruktor               | Q1                     | Q2                     | Q3                     | Poz. s. |
| -------------------- | -- | ------------------ | ------------------------- | ---------------------- | ---------------------- | ---------------------- | ------- |
| 1                    | 44 | Lewis Hamilton     | Mercedes                  | 1:25,900               | 1:25,347               | 1:24,303               | 1       |
| 2                    | 77 | Valtteri Bottas    | Mercedes                  | 1:25,801               | 1:25,015               | 1:24,616               | 2       |
| 3                    | 33 | Max Verstappen     | Red Bull Racing-Honda     | 1:26,115               | 1:26,144               | 1:25,325               | 3       |
| 4                    | 16 | Charles Leclerc    | Ferrari                   | 1:26,550               | 1:26,203               | 1:25,427               | 4       |
| 5                    | 4  | Lando Norris       | McLaren-Renault           | 1:26,855               | 1:26,420               | 1:25,782               | 5       |
| 6                    | 18 | Lance Stroll       | Racing Point-BWT Mercedes | 1:26,243               | 1:26,501               | 1:25,839               | 6       |
| 7                    | 55 | Carlos Sainz Jr.   | McLaren-Renault           | 1:26,715               | 1:26,149               | 1:25,965               | 7       |
| 8                    | 3  | Daniel Ricciardo   | Renault                   | 1:26,677               | 1:26,339               | 1:26,009               | 8       |
| 9                    | 31 | Esteban Ocon       | Renault                   | 1:26,396               | 1:26,252               | 1:26,209               | 9       |
| 10                   | 5  | Sebastian Vettel   | Ferrari                   | 1:26,469               | 1:26,455               | 1:26,339               | 10      |
| 11                   | 10 | Pierre Gasly       | AlphaTauri-Honda          | 1:26,343               | 1:26,501               |                        | 11      |
| 12                   | 23 | Alexander Albon    | Red Bull Racing-Honda     | 1:26,565               | 1:26,545               |                        | 12      |
| 13                   | 27 | Nico Hülkenberg    | Racing Point-BWT Mercedes | 1:26,327               | 1:26,566               |                        | 13      |
| 14                   | 26 | Daniił Kwiat       | AlphaTauri-Honda          | 1:26,774               | 1:26,744               |                        | 19      |
| 15                   | 63 | George Russell     | Williams-Mercedes         | 1:26,732               | 1:27,092               |                        | 20      |
| 16                   | 20 | Kevin Magnussen    | Haas-Ferrari              | 1:27,158               |                        |                        | 14      |
| 17                   | 99 | Antonio Giovinazzi | Alfa Romeo-Ferrari        | 1:27,164               |                        |                        | 15      |
| 18                   | 7  | Kimi Räikkönen     | Alfa Romeo-Ferrari        | 1:27,366               |                        |                        | 16      |
| 19                   | 8  | Romain Grosjean    | Haas-Ferrari              | 1:27,643               |                        |                        | 17      |
| 20                   | 6  | Nicholas Latifi    | Williams-Mercedes         | 1:27,705               |                        |                        | 18      |
| 107% czasu: 1:31,807 |    |                    |                           |                        |                        |                        |         |
| Źródło: FIA          |    |                    |                           |                        |                        |                        |         |

Uwagi
1. ↑  Daniił Kwiat otrzymał karę cofnięcia o 5 pozycji za nieplanowaną wymianę skrzyni biegów[13].
2. ↑  George Russell otrzymał karę cofnięcia o 5 pozycji za niespowolnienie podczas podwójnych żółtych flag w pierwszej części kwalifikacji[14].

### Wyścig
| P           | Nr | Kierowca           | Konstruktor               | Okr. | Czas          | Start | +/–       | Punkty |
| ----------- | -- | ------------------ | ------------------------- | ---- | ------------- | ----- | --------- | ------ |
| 1           | 44 | Lewis Hamilton     | Mercedes                  | 52   | 1:28:01,283   | 1     | Bez zmian | 25     |
| 2           | 33 | Max Verstappen     | Red Bull Racing-Honda     | 52   | +5,856        | 3     | 1         | 18+1   |
| 3           | 16 | Charles Leclerc    | Ferrari                   | 52   | +18,474       | 4     | 1         | 15     |
| 4           | 3  | Daniel Ricciardo   | Renault                   | 52   | +19,650       | 8     | 4         | 12     |
| 5           | 4  | Lando Norris       | McLaren-Renault           | 52   | +22,277       | 5     | Bez zmian | 10     |
| 6           | 31 | Esteban Ocon       | Renault                   | 52   | +26,937       | 9     | 3         | 8      |
| 7           | 10 | Pierre Gasly       | AlphaTauri-Honda          | 52   | +31,188       | 11    | 4         | 6      |
| 8           | 23 | Alexander Albon    | Red Bull Racing-Honda     | 52   | +32,670       | 12    | 4         | 4      |
| 9           | 18 | Lance Stroll       | Racing Point-BWT Mercedes | 52   | +37,311       | 6     | 3         | 2      |
| 10          | 5  | Sebastian Vettel   | Ferrari                   | 52   | +41,857       | 10    | Bez zmian | 1      |
| 11          | 77 | Valtteri Bottas    | Mercedes                  | 52   | +42,167       | 2     | 9         |        |
| 12          | 63 | George Russell     | Williams-Mercedes         | 52   | +52,004       | 20    | 8         |        |
| 13          | 55 | Carlos Sainz Jr.   | McLaren-Renault           | 52   | +53,370       | 7     | 6         |        |
| 14          | 99 | Antonio Giovinazzi | Alfa Romeo-Ferrari        | 52   | +54,205       | 15    | 1         |        |
| 15          | 6  | Nicholas Latifi    | Williams-Mercedes         | 52   | +54,549       | 18    | 3         |        |
| 16          | 8  | Romain Grosjean    | Haas-Ferrari              | 52   | +55,050       | 17    | 1         |        |
| 17          | 7  | Kimi Räikkönen     | Alfa Romeo-Ferrari        | 51   | +1 okrążenie  | 16    | 1         |        |
| NS          | 26 | Daniił Kwiat       | AlphaTauri-Honda          | 11   | NU (wypadek)  | 19    |           |        |
| NS          | 20 | Kevin Magnussen    | Haas-Ferrari              | 1    | NU (kolizja)  | 14    |           |        |
| NS          | 27 | Nico Hülkenberg    | Racing Point-BWT Mercedes | 0    | NW (sprzęgło) | —     |           |        |
| Źródło: FIA |    |                    |                           |      |               |       |           |        |

Uwagi
1. ↑  Dodatkowy 1 punkt jest przyznawany kierowcy, który ustanowił najszybsze okrążenie w wyścigu, pod warunkiem, że ukończył wyścig w pierwszej 10.
2. ↑  Antonio Giovinazzi ukończył wyścig na dwunastym miejscu, ale otrzymał karę 5 sekund doliczonych do uzyskanego czasu za niespowolnienie podczas jazdy za samochodem bezpieczeństwa[17].
3. ↑  Nico Hülkenberg zakwalifikował się na trzynastym miejscu, ale nie wystartował w wyścigu, a jego miejsce na polu startowym pozostało wolne.

### Najszybsze okrążenie
| Nr          | Kierowca       | Konstruktor | Czas     | Okr. |
| ----------- | -------------- | ----------- | -------- | ---- |
| 33          | Max Verstappen | Red Bull    | 1:27,097 | 52   |
| Źródło: FIA |                |             |          |      |

### Prowadzenie w wyścigu
| Nr                              | Kierowca       | Konstruktor | Okrążenia | Suma |
| ------------------------------- | -------------- | ----------- | --------- | ---- |
| 44                              | Lewis Hamilton | Mercedes    | 1–52      | 52   |
| \| Wykres \| \| ------ \| \| \| |                |             |           |      |
| Źródło: FIA                     |                |             |           |      |
| Wykres                          |                |             |           |      |
|                                 |                |             |           |      |

## Klasyfikacja po wyścigu

### Kierowcy
Źródło: FIA
| P                 | +/− | Kierowca           | Starty | Punkty | P1 | P2 | P3 | PP | NO | NS |
| ----------------- | --- | ------------------ | ------ | ------ | -- | -- | -- | -- | -- | -- |
| 1                 | 0   | Lewis Hamilton     | 4      | 88     | 3  | –  | –  | 3  | 1  | –  |
| 2                 | 0   | Valtteri Bottas    | 4      | 58     | 1  | 1  | 1  | 1  | –  | –  |
| 3                 | 0   | Max Verstappen     | 4      | 52     | –  | 2  | 1  | –  | 1  | 1  |
| 4                 | 0   | Lando Norris       | 4      | 36     | –  | –  | 1  | –  | 1  | –  |
| 5                 | +2  | Charles Leclerc    | 4      | 33     | –  | 1  | 1  | –  | –  | 1  |
| 6                 | −1  | Alexander Albon    | 4      | 26     | –  | –  | –  | –  | –  | –  |
| 7                 | −1  | Sergio Pérez       | 3      | 22     | –  | –  | –  | –  | –  | –  |
| 8                 | +3  | Daniel Ricciardo   | 4      | 20     | –  | –  | –  | –  | –  | 1  |
| 9                 | −1  | Lance Stroll       | 4      | 20     | –  | –  | –  | –  | –  | 1  |
| 10                | −1  | Carlos Sainz Jr.   | 4      | 15     | –  | –  | –  | –  | 1  | –  |
| 11                | +2  | Esteban Ocon       | 4      | 12     | –  | –  | –  | –  | –  | 1  |
| 12                | 0   | Pierre Gasly       | 4      | 12     | –  | –  | –  | –  | –  | 1  |
| 13                | −3  | Sebastian Vettel   | 4      | 10     | –  | –  | –  | –  | –  | 1  |
| 14                | 0   | Antonio Giovinazzi | 4      | 2      | –  | –  | –  | –  | –  | –  |
| 15                | 0   | Daniił Kwiat       | 4      | 1      | –  | –  | –  | –  | –  | 1  |
| 16                | 0   | Kevin Magnussen    | 4      | 1      | –  | –  | –  | –  | –  | 2  |
| 17                | +1  | Nicholas Latifi    | 4      | 0      | –  | –  | –  | –  | –  | –  |
| 18                | −1  | Kimi Räikkönen     | 4      | 0      | –  | –  | –  | –  | –  | 1  |
| 19                | +1  | George Russell     | 4      | 0      | –  | –  | –  | –  | –  | 1  |
| 20                | −1  | Romain Grosjean    | 4      | 0      | –  | –  | –  | –  | –  | 1  |
| Niesklasyfikowani |     |                    |        |        |    |    |    |    |    |    |
| –                 |     | Nico Hülkenberg    | 1      | –      | –  | –  | –  | –  | –  | 1  |
| P                 | +/− | Kierowca           | Starty | Punkty | P1 | P2 | P3 | PP | NO | NS |

### Konstruktorzy
Źródło: FIA
| P  | +/− | Konstruktor               | Starty | Punkty | P1 | P2 | P3 | PP | NO | NS |
| -- | --- | ------------------------- | ------ | ------ | -- | -- | -- | -- | -- | -- |
| 1  | 0   | Mercedes                  | 8      | 146    | 4  | 1  | 1  | 4  | 1  | –  |
| 2  | 0   | Red Bull Racing-Honda     | 8      | 78     | –  | 1  | 2  | –  | 1  | 1  |
| 3  | 0   | McLaren-Renault           | 8      | 51     | –  | –  | 1  | –  | 2  | –  |
| 4  | +1  | Ferrari                   | 8      | 43     | –  | 1  | 1  | –  | –  | 2  |
| 5  | −1  | Racing Point-BWT Mercedes | 8      | 42     | –  | –  | –  | –  | –  | 2  |
| 6  | 0   | Renault                   | 8      | 32     | –  | –  | –  | –  | –  | 2  |
| 7  | 0   | Scuderia AlphaTauri-Honda | 8      | 13     | –  | –  | –  | –  | –  | 2  |
| 8  | 0   | Alfa Romeo Racing-Ferrari | 8      | 2      | –  | –  | –  | –  | –  | 1  |
| 9  | 0   | Haas-Ferrari              | 8      | 1      | –  | –  | –  | –  | –  | 3  |
| 10 | 0   | Williams-Mercedes         | 8      | 0      | –  | –  | –  | –  | –  | 1  |
| P  | +/− | Konstruktor               | Starty | Punkty | P1 | P2 | P3 | PP | NO | NS |